# Gisèle Sallin
Gisèle Sallin est une metteuse en scène suisse, née à Fribourg le 14 novembre 1949.
Elle contribue au développement du théâtre professionnel et est donc perçue commune une pionnière de la scène suisse.

## Biographie
Gisèle Sallin est la fille d'Aloys Sallin et Madeleine Sallin, née Dupasquier ; elle est la deuxième d'une famille de quatre filles[réf. nécessaire]. Elle est la tante du metteur en scène fribourgeois Julien Schmutz[réf. nécessaire].
Elle suit de 1970 à 1973 une formation de comédienne au Conservatoire de Genève, chez Jean Vigny, et débute sur les planches en tant qu'actrice avec Maria Casarès et Jean Gillibert à Paris où elle joue dans Penthésilée de Kleist au Théâtre de Chateauvallon et Bajazet de Racine au Petit Odéon. Elle part en tournée en France, au Brésil, au Mexique et en Uruguay.
De retour en Suisse, elle fait ses débuts à la TSR ou elle joue dans divers téléfilms (dont La pêche miraculeuse de Guy de Pourtalès réalisé par Pierre Matteuzzi). Elle intervient à la radio, dans des pièces radiophoniques et dans des pièces de théâtre en Suisse romande (Vie et mort d'une concierge de Daniel Gerdon en 1976).
En 1979, elle fonde le Théâtre des Osses avec Véronique Mermoud et fait ses débuts en tant que metteure en scène.
Dès 1982, elle décide d'abandonner son métier de comédienne pour se consacrer complètement à la mise en scène. Elle se forme auprès de Benno Besson à la Comédie de Genève, aux côtés duquel elle œuvre en tant qu'assistante jusqu'en 1985.
Le Théâtre des Osses devient en 1989 la première troupe de théâtre professionnel du canton de Fribourg et s'installe à Givisiez le 1er juillet 1990.
En 2001, le Conseil de Fondation du théâtre la nomme directrice artistique du Théâtre des Osses où elle poursuit son travail de metteuse en scène.
Elle monte des classiques comme Eschyle, Racine, Molière, Sophocle, Marivaux, Zola, Hugo, Labiche, Tchekov et Gorki, ou des auteurs contemporains tels qu'Albert Camus, Jean Vauthier, Henry Bauchau, Friesch, Dürrenmatt, Michel de Ghelderode, Dubillard, Vitrac, Brecht, Jean-Pierre Gos ou encore Prévert.
Elle s'intéresse aussi "aux femmes qui écrivent" et met en scène de nombreuses auteures : Emma Santos, S. Corinna Bille, Isabelle Daccord, Nancy Huston, Nadège Reveillon, Denise Gouverneur, Denise Boucher ou encore Pol Pelletier. Elle thématise le rôle des femmes dans la société, tant dans le théâtre classique que moderne et met en scène des femmes qui luttent contre leur oppression.
Son approche allie rigueur, inventivité et sensibilité.
En 2011, Gisèle Sallin et Véronique Mermoud annoncent leur départ à la retraite pour 2014.

## Mises en scène
Elle met notamment en scène les pièces suivantes :
- 1978 - 1979 : Le Théâtre d'Emma Santos, Le Caveau à Delémont et en tournée romande française et au Canada[18],[19]
- 1979 - 1980 : Le Malentendu d'Albert Camus, au théâtre de Poche à Genève et 10 villes de Suisse romande[20],[21]
- 1980 - 1981 : Solange et Marguerite, Théâtre Le Caveau, Genève et tournée en Suisse romande et au Canada
- 1981 - 1982 : S. Corinna Bille, de Corinna Bille, Création à Veyras-sur-Sierre, tournée en Suisse[22],[23]
- 1982 - 1983 : Medea, de Jean Vauthier[24],[25] spectacle de pein air joué au Stade du Bout du Monde à Genève et au Guintzet à Fribourg
- 1982 - 1983 : Allume la rampe, Louis ![26],[27] reprise en 2010-2011-2012[26]
- 1983 - 1986 : Assistante de mise en scène de Benno Besson à la Comédie de Genève[28] pour L'oiseau vert de Gozzi, Hamlet de Shakespeare et Le médecin malgré lui de Molière et tournée en Suisse, France, Belgique, Italie et Canada
- 1988 - 1989 : Les Enfants de la Truie, de Gisèle Salline et Marie-Hélène Gagnon au Théâtre de Vidy et en tournée et Jamais deux sans toit, de Erik Pierre Desfosses à la Maison du Quartier de la Jonction à Genève[29]
- 1988 - 1989 : Antigone de Sophocle[30],[31] création à Attalens, tournée Suisse, festival de la Butte Montmartre[32] et Festival de des Jeux du Théâtre à Sarlat[30]
- 1990 - 1991 : Les Femmes Savantes de Molières avec tournée en Suisse, en France au Festival des Jeux du Théâtre de Sarlat[33],[34]
- 1991 - 1992 : Le Bal des Poussettes de Gisèle Sallin et Marie-Hélène Gagnon, création à Givisiez et tournée en Suisse[35],[36]
- 1993 - 1994 : L'Ecole des femmes, de Molières[37],[38] création à Givisiez et tournée en Suisse et au festival francophonie pour la jeunesse de Mantes-la-Jolie[37]
- 1993 - 1994 : Phèdre de Racines création au Festival des Jeux du Théâtre de Sarlat en France puis à Givisiez et en Suisse romande[39]
- 1994 - 1995 : Diotime et les lions, de Henry Bauchau, Théâtre des Osses puis tournée en France, Belgique, Suisse romande[40] et Montréal, Canada
- 1995 - 1996 : Arlequin poli par l'amour, de Marivaux au Théâtre des Osses et Le Grabe, d'Isabelle Daccord au Théâtre des Osses et en tournée en Suisse romande. Les Divines de Denise Boucher au Théâtre d'Aujourd'hui à Montréal[41] dirigé par Michelle Rossignol.
- 1996 - 1997 : Eurocompatible, de Anne Jenny et Gisèle Sallin, au Théâtre des Osses[42], création à Givisiez et tournée en Suisse et en France.
- 1997 - 1998 : Le Malade Imaginaire, de Molière, création du Théâtre des Osses, tournée en Suisse et en France[43].
- 1998 - 1999 : Franck V, de Friedrich Dürrenmatt, création au Théâtre des Osses, tournée en Suisse romande, en France et en Belgique[44], musique de Paul Burkhard et arrangement pour piano à quatre mains de Karl Engel[45].
- 1999 - 2000 : Le Triomphe de l'amour de Marivaux, création au Théâtre des Osses, tournée en Suisse[46].
- 2000 - 2001 : Les rats, les roses - Die Ratten, die Rosen, de Isabelle Daccord, traduction de Yla Margrit von Dach avec musique de Caroline Charrière. C'est la seule pièce mise en scène aussi en allemand par Gisèle Sallin[47],[48].
- 2001 - 2002 : Le Cavalier bizarre[49] de M. de Ghelderode, scénographie de Jean-Claude De Bemels, création au Théâtre des Osses et tournée en Suisse et Les Enfants chevaliers de Isabelle Daccord[49], scénographie de Julie Delwarde création au Théâtre des Osses, avec tournée en Suisse et en France[50].
- 2002 - 2003 : Thérèse Raquin, d'Emile Zola, production au Théâtre des Osses, tournée en Suisse, en France, à Bucarest et Craiova. La pièce est traduite et jouée en roumain[51]. Jacques Prévert, création au Théâtre des Osses[52], avec Véronique Mermoud et Yann Pugin.
- 2003 - 2004 : Naïves hirondelles de Roland Dubillard, avec musique de Caroline Charrière[53]. Mondiocompatible de Anne Jenny et Gisèle Sallin, création au Théâtre des Osses, tournée en Suisse et en France[54].
- 2004 - 2005 : L'Avare, de Mollière[55], avec Roger Jendly, création au Théâtre des Osses, tournée en Suisse et en France.
- 2005 - 2006 : Mère Courage et ses enfants, de Bertolt Brecht, création du Théâtre des Osses avec Musique de Paul Dessau, tournée en Suisse, en France, comprenant le Théâtre de la Tempête à Paris[56],[57].
- 2006 - 2007 : Victor ou les enfants au pouvoir de Roger Vitrac, création au Théâtre des Osses, tournée en Suisse[58]. La Nuit de Vassili Triboulet, montage de textes d'Anton de Tchekov et de Victor Hugo, création au Théâtre des Osses, avec musique de Max Jendly[59].
- 2007 - 2008 : Correspondance de Gorki et Tchékov, création du Théâtre des Osses[60]. Les Bas-fonds de Maxime Gorki, création au Théâtre des Osses[61], tournée en Suisse et en France[62]. L'Orestie d'Eschyle, texte en français d'Isabelle Daccord, scénographie de Jean-Claude Debemels, Musique des Youngs Gods, et éclairage par Jean-Christophe Despond[63], création au Théâtre des Osses et tournée en Suisse[64]. Vénus Vocero de Nadège Reveillon, création dans le Studio du Théâtre des Osses[65].
- 2008 - 2009 : Clios le bandit, de Henry Bauchau avec Olivier Havran, création au studio du Théâtre des Osses[66]. Hommage à Barbara, chansons de Barbara, interprétation par Véronique Mermoud, arrangements musicaux et accompagnement au piano par Sylviane Huguenin-Galeazzi, création du Théâtre des Osses[67].
- 2009 - 2010 : Jocaste Reine, de Nancy Huston[68], au Théâtre des Osses et à la Comédie de Genève, Oedipe Roi, de Sophocle, Allume la rampe, Louis !, de Anne-Marie Yerly et Gisèle Sallin et Ecocompatible, de Anne Jenny et Gisèle Sallin au Théâtre des Osses.
- 2010 - 2011 : Les Femmes savantes de Molière, création au Théâtre des Osses, tournée en Suisse et en France[69].
- 2011 - 2012 : Marie Impie de Denise Gouverneur et Monsieur Bonhomme et les incendiaires de Max Frisch[70], au Théâtre des Osses
- 2012 - 2013 : Salon Hugo, Textes et peintures de Victor Hugo, au Théâtre des Osses, Marie Tudor, de Victor Hugo[71]au Théâtre des Osses et en tournée romande, Les Deux Timides, de Eugène Labiche, au Théâtre des Osses
- 2013 - 2014 : Rideau!, de Gisèle Sallin[72] au Théâtre des Osses et en tournée romande

## Mise en scène d'opéras
Elle met en scène les opéras suivants : 
- 1997 : La Périchole d'Offenbach à l'Opéra de Fribourg[73]
- 1999 : L'Etoile de Emmanuel Chabrier, à l'Opéra de Fribourg[74] avec Sophie Marilley, dans le rôle de Lazuli
- 2008-2009 : La finta giardiniera de Mozart à l'Opéra de Fribourg[75]

## Écriture et coécriture
Elle écrit et coécrit les textes suivants : 
- 1982 : Allume la rampe, Louis ! en coécriture avec Anne-Marie Yerly
- 1985 : IDA 1re, Papesse, pour lequel elle obtient une mention spéciale du jury du Prix Alexis Peiry[76]
- 1986 : Les Enfants de la truie en coécriture avec Marie-Hélène Gagnon[77]
- 1991 : Le Bal des poussettes en coécriture avec Marie-Hélène Gagnon[36]
- 1996 : Eurocompatible en coécriture avec Anne Jenny
- 2003 : Mondiocompatible, en coécriture avec Anne Jenny
- 2009 : Ecocompatible, en coécriture avec Anne Jenny
- 2014 : Rideau ![78],[79]

## Enseignement
Elle enseigne le théâtre au Conservatoire de Fribourg depuis 1983. Elle donne de 1997 à 2014 des cours de théâtre aux chanteurs lyriques à la Haute École de Musique de Lausanne. Elle a donné des stages à l'École nationale de théâtre du Canada à Montréal ainsi qu'à l'École de la Cambre à Bruxelles.
Elle codirige en 2016 un ouvrage avec Cédric Bachelard, Thomas Hunkeler et Claude Bourqui aux Presses littéraires de Fribourg, intitulé Le Théâtre de Romandie. Livre blanc.

## Autres contributions
En 1999, elle est la metteuse en scène associée de François Rochaix, directeur artistique de la Fête des vignerons à Vevey. Elle collabore encore avec lui lors du spectacle d'ouverture de l'exposition nationale Expo.02 sur l'arteplage de Bienne.
En 2013, elle est la metteuse en scène conseil de l'architecte Maria Krystyna Pawłowska-Godlewska pour le concours d'architecture de la FabricA à Avignon.[réf. nécessaire]

## Prix et récompenses
Elle remporte de nombreux prix : 
- 1989 : le Prix du rayonnement de la Fondation vaudoise pour la promotion et la création artistique[84]
- 1994 : le Prix Zora la Rousse décerné au Théâtre des Osses pour l'ensemble de ses spectacles non sexistes et s'adressant à la jeunesse[85]
- 1995 : le Prix de la Fondation Blancpain, pour la défense de la langue française[86];
- 2000 : le Prix culturel de l’État de Fribourg[87]
- 2003 : l’Anneau Hans-Reinhart, la plus haute distinction suisse dans le domaine théâtral[88]
- 2004 : l’Ordre de Chevalier des Arts et des Lettres du Ministère français de la Culture et de la Communication[89]
- 2014 : le Prix Doron (remis à la Fondation du Théâtre des Osses), qui récompense une institution suprarégionale importante active dans la promotion de la relève théâtrale en Suisse[90],[91]

## Engagements politiques
Gisèle Sallin est membre de l'Association des Aînées pour le Climat, dont elle fut membre du comité. Cette même association remporta son action judiciaire auprès de la CEDH le 9 avril 2024, reconnaissant que l'inaction climatique de la Suisse avait des conséquences négatives sur la santé et la vie des plaignantes. Dans ce contexte, elle fait part de sa vive préoccupation, à diverses reprises, de la situation écologique de la planète.